# Jüdische Friedhöfe in Osnabrück

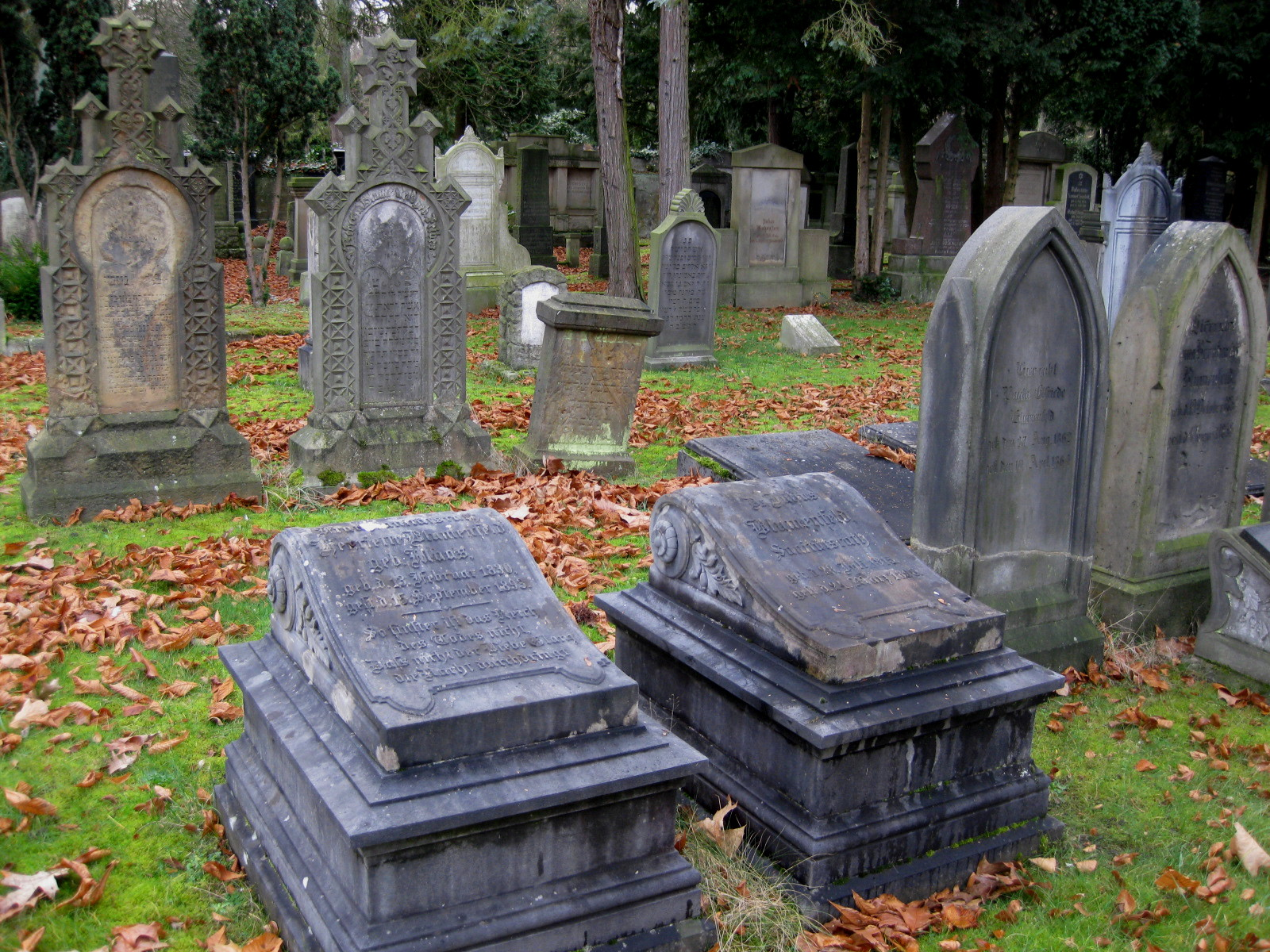
Neuer Jüdischer Friedhof Osnabrück (2009)

Bei den Jüdischen Friedhöfen in Osnabrück handelt es sich um drei jüdische Friedhöfe in der Stadt Osnabrück in Niedersachsen: Alter Friedhof, Neuer Friedhof und Heger Friedhof.

## Alter Friedhof
Der nicht mehr existierende Friedhof an der Bergstraße stammte aus dem Mittelalter. Im Jahr 1386 erfolgte der Kauf des Grundstücks, 1426 wurden die Juden aus der Stadt vertrieben. Vom Anfang des 19. Jahrhunderts bis zum Jahr 1876 wurde der Friedhof wieder belegt. Im Jahr 1894 wurden Leichen exhumiert und auf den Friedhof Magdalenenstraße überführt. Es sind keine Grabsteine mehr vorhanden. Über das Gelände führen Straßen. Vor Ort findet sich kein Hinweis auf einen jüdischen Friedhof.
Lage: 52° 16′ 37,5″ N, 8° 2′ 3,9″ O

## Neuer Friedhof
Der Friedhof an der Magdalenenstraße (direkt am Johannisfriedhof (Osnabrück)) wurde von 1876 bis 1937 belegt. Eine Besonderheit ist, dass auch während der Zeit des Nationalsozialismus noch bis 1944 jüdischen Kriegsgefangenen aus dem Oflag VI C in Atter erlaubt wurde, ihre Toten auf dem Friedhof zu beerdigen. Der Friedhof wird bis heute genutzt. Mit Stand 1989/90 waren 236 Grabsteine vorhanden.
Lage: 52° 15′ 35″ N, 8° 3′ 15″ O

## Heger Friedhof
Am 20. Mai 2003 fand die Einweihung für den neuen jüdischen Friedhof statt, der sich direkt angrenzend an den städtischen Heger Friedhof am mittleren Eingang des Lotter Kirchwegs befindet. Über die Anzahl der Grabsteine liegen keine Angaben vor.
Lage: 52° 16′ 25″ N, 7° 59′ 54″ O